# Terry Bozzio
Terry John Bozzio (* 27. prosince 1950 San Francisco, Kalifornie) je americký bubeník známý pro své účinkování ve skupinách Missing Persons a Frank Zappa. Časopis Rolling Stone označil Bozzia jako pátého největšího bubeníka všech dob.
Od listopadu 2008 Bozzio jezdil po turné s kytaristou Allanem Holdsworthem, baskytaristou Tony Levinem a bubeníkem Patem Mastelottoem, jako experimentální superskupina HoBoLeMa.

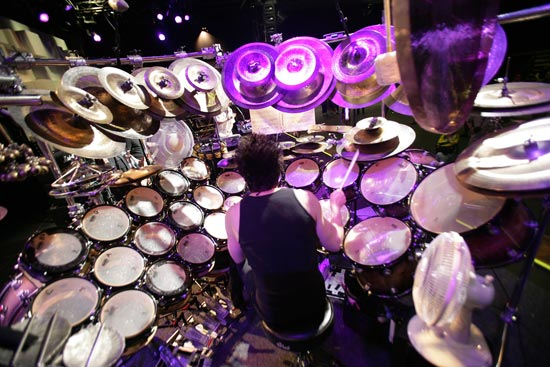
Terry Bozzio živě s SS Bozzio

## Vybraná diskografie

### Solo
- Solo Drum Music I (1992)
- Solo Drum Music II (1992)
- Drawing The Circle (1998)
- Chamber Works (1998)
- Solos & Duets (with Chad Wackerman) (2001)
- Nine Short Films (with Billy Sheehan) (2002)
- Chamber Works (2005, with Metropole Orchestra)
- Prime Cuts (2005)
- Four From Ten Twenty Nine (2008)
- Seven Nights in Japan (2008)

### Frank Zappa
- Bongo Fury (October 1975), US #66
- Zoot Allures (October 1976), US #71
- Zappa in New York (March 1977), US #57
- Studio Tan (1978)
- Sleep Dirt (January 1979), US #175
- Sheik Yerbouti (March 1979), US #21
- Joe's Garage (September 1979), US #27
- Orchestral Favorites (1979)
- Shut Up 'n Play Yer Guitar (May 1981)
- Baby Snakes (March 1983)
- Thing-Fish (November 1984)
- You Can't Do That on Stage Anymore, Vol. 1 (May 1988)
- You Can't Do That on Stage Anymore, Vol. 3 (November 1989)
- You Can't Do That on Stage Anymore, Vol. 4 (July 1991)
- You Can't Do That on Stage Anymore, Vol. 5 (July 1992)
- You Can't Do That on Stage Anymore, Vol. 6 (July 1992)
- Läther (September 1996)
- Frank Zappa Plays the Music of Frank Zappa: A Memorial Tribute (October 1996)
- The Lost Episodes (1996)

### Missing Persons
- Missing Persons EP (1980) #46 US
- Spring Session M (1982) #17 US
- Rhyme & Reason (1984) #43 US
- Color in Your Life (1986) #88 US
- Late Nights Early Days (1999)
- Lost Tracks (2002)

### UK
- Danger Money (1979) (Replaced Bill Bruford)
- Night After Night (1979, Live)

### Dweezil Zappa
- Back to the Beach Soundtrack (Wipe Out) with Herbie Hancock (1987)
- My Guitar Wants to Kill Your Mama (1988)
- Shampoohorn (1994)
- Automatic (2000)

### Ostatní
- Born To Love You Luis Gasca (1974)
- Eye of the Beholder Ray Baretto (1977)
- Heavy Metal Be-Bop Brecker Brothers (1978)
- Group 87 Group 87 (1980)
- Andy Taylor Andy Taylor (1986)
- Robbie Robertson Robbie Robertson (1987)
- Castalia Mark Isham (1988)
- Rivers Gonna Rise Patrick O'Hearn (1988)
- Who I Am Gary Wright (1988)
- Def, Dumb and Blonde Deborah Harry (1989)
- El Dorado Patrick O'Hearn (1989)
- How Long Michael Thompson (1989)
- Jeff Beck's Guitar Shop Jeff Beck & Tony Hymas (1989)
- Twins Soundtrack Jeff Beck (1989)
- Girlfriend from Hell Jorgenson (1990)
- Mark Isham Mark Isham (1990)
- Up From The Ashes Dokken (1990)
- Beckology Jeff Beck (1991)
- In Your Face Earl Slick (1991)
- Rush Street Richard Marx (1991)
- Retrograde Planet Zazen (1992)
- Vol. Pour Sydney Lonely Bears (1992)
- White Sands Soundtrack Patrick O'Hearn
- Sex and Religion Steve Vai (1993)
- Big Bang: In the Beginning Was a Drum Compilation (1994)
- Hide Your Face Hide (1994)
- Polytown Polytown (1994)
- First Signs of Life Gary Wright (1995)
- Thank You Duran Duran (1995)
- Trust Patrick O'Hearn (1995)
- Black Light Syndrome Bozzio Levin Stevens (1997)
- Dream Castles Sly (1997)
- Something With a Pulse Mark Craney & Friends (1997)
- Age of Impact Explorers Club (1998)
- Best of the Lonely Bears Lonely Bears (1998)
- Proof: The Very Best of the Knack The Knack (1998)
- Zoom The Knack (1998)
- Lonely Bears Lonely Bears (1999)
- Injustice Lonely Bears (2000)
- Situation Dangerous Bozzio Levin Stevens (2000)
- The Bears are Running Lonely Bears (2000)
- Compression Billy Sheehan (2001)
- Feeding The Wheel Jordan Rudess (2001)
- XYZ XYZ (2001)
- Big Delta Omar & The Howlers (2002)
- Delete & Roll Bozzio Preinfalk & Machacek (2002)
- Queen of the Damned Soundtrack Jonathan Davis, Richard Gibbs (2002)
- Raising The Mammoth The Explorers Club (2002)
- Bozzio - Mastelotto with Pat Mastelotto (2003)
- Alamo Soundtrack Carter Burwell (2004)
- Boogie Man Omar & The Howlers (2004)
- Drum Nation, Vol. 1 Various Artists (2004)
- Two Sides of If Vivian Campbell (2005)
- Sic Alex Machacek (2006)
- Untitled Korn (2007)
- Live with the Tosca Strings DVD(2008)